# Søren Schmidt
Søren Schmidt (født 1954 ved Horsens), dansk eventyrer, forfatter, historiker med speciale i religionsantropologi (Högskolan i Gävle), og uddannet lærer.
Han fik sin læreruddannelse i 1978 fra Th. Langs Seminarium i Silkeborg.
Siden 2001 har han boet i Sverige. Udgav 2012 bogen Antarktis – Altaî med beretninger fra flere af hans rejser.
Dele af hans seneste værk "Gränser for tanken" er publiceret i Tyrkiet (engelsk) og i Rusland (på tysk). En svensk udgave lader stadig vente på sig.

## Ekspeditioner
- 2003 leder af den dansk-russiske Roerich Memorial eksp. gennem Sibirisk Altaî.

## Bøger
- 2005 – Den skjulte Skat, biografi Over den russiske multikunstner Nicholas K. Roerich, ISBN 87-991049-0-3.
- 2012 – Antarktis – Altaî, fra hinsides verdens ende til dens midtpunkt, selvbiografisk rejseberetning, ISBN 978-87-92824-54-7